# EPrix Berlína

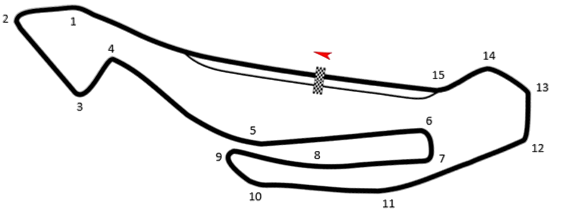
Okruh na letišti Tempelhof (od 2024)

ePrix Berlína (anglicky: Berlin ePrix) je jedním ze závodů šampionátu vozů Formule E, pořádané Mezinárodní automobilovou federací. Místem konání je trať na bývalém letišti Tempelhof, Tempelhof Airport Street Circuit, v Berlíně, hlavním městě Německa. Dříve se závod konal i na dočasné trati Berlin Street Circuit v oblasti ulice Karl-Marx-Allee.

## Výsledky
| Rok           | trať                  | vítěz                                                   | 2. místo                                           | 3. místo                                          | pole position                                      | nejrychlejší kolo                                  | zdroj  |
| ------------- | --------------------- | ------------------------------------------------------- | -------------------------------------------------- | ------------------------------------------------- | -------------------------------------------------- | -------------------------------------------------- | ------ |
| 2015          | Letiště Tempelhof     | Jérôme d'Ambrosio Dragon Racing                         | Sébastien Buemi e.dams Renault                     | Loïc Duval Dragon Racing                          | Jarno Trulli Trulli                                | Nelson Piquet Jr. NEXTEV TCR                       | [ 1 ]  |
| 2016          | Okruh Karl-Marx-Allee | Sébastien Buemi Renault e.dams                          | Daniel Abt ABT Schaeffler Audi Sport               | Lucas di Grassi Audi Sport ABT                    | Jean-Éric Vergne DS Virgin Racing                  | Bruno Senna Mahindra Racing                        | [ 2 ]  |
| 2017 1. závod | Letiště Tempelhof     | Felix Rosenqvist Mahindra Racing Formula E Team         | Lucas di Grassi ABT Schaeffler Audi Sport          | Nick Heidfeld Mahindra Racing Formula E Team      | Lucas di Grassi ABT Schaeffler Audi Sport          | Mitch Evans Panasonic Jaguar Racing                | [ 3 ]  |
| 2017 2. závod | Letiště Tempelhof     | Sébastien Buemi Renault e.dams                          | Felix Rosenqvist Mahindra Racing Formula E Team    | Lucas di Grassi ABT Schaeffler Audi Sport         | Felix Rosenqvist Mahindra Racing Formula E Team    | Maro Engel Venturi Formula E Team                  | [ 4 ]  |
| 2018          | Letiště Tempelhof     | Daniel Abt ABT Schaeffler Audi Sport                    | Lucas di Grassi ABT Schaeffler Audi Sport          | Jean-Éric Vergne Techeetah Formula E Team         | Daniel Abt ABT Schaeffler Audi Sport               | Daniel Abt ABT Schaeffler Audi Sport               | [ 5 ]  |
| 2019          | Letiště Tempelhof     | Lucas di Grassi ABT Schaeffler Audi Sport               | Sébastien Buemi Nissan e.dams                      | Jean-Éric Vergne DS Techeetah Formula E Team      | Sébastien Buemi Nissan e.dams                      | Lucas di Grassi ABT Schaeffler Audi Sport          | [ 6 ]  |
| 2020 1. závod | Letiště Tempelhof     | António Félix da Costa DS Techeetah Formula E Team      | André Lotterer Porsche Formula E Team              | Sam Bird Envision Virgin Racing                   | António Félix da Costa DS Techeetah Formula E Team | António Félix da Costa DS Techeetah Formula E Team | [ 7 ]  |
| 2020 2. závod | Letiště Tempelhof     | António Félix da Costa DS Techeetah Formula E Team      | Sébastien Buemi Nissan e.dams                      | Lucas di Grassi Audi Sport ABT Schaeffler         | António Félix da Costa DS Techeetah Formula E Team | Stoffel Vandoorne Mercedes-Benz EQ Formula E Team  | [ 8 ]  |
| 2020 3. závod | Letiště Tempelhof     | Maximilian Günther BMW i Andretti Motorsport            | Robin Frijns Envision Virgin Racing                | Jean-Éric Vergne DS Techeetah Formula E Team      | Jean-Éric Vergne DS Techeetah Formula E Team       | Mitch Evans Panasonic Jaguar Racing                | [ 9 ]  |
| 2020 4. závod | Letiště Tempelhof     | Jean-Éric Vergne DS Techeetah Formula E Team            | António Félix da Costa DS Techeetah Formula E Team | Sébastien Buemi Nissan e.dams                     | Jean-Éric Vergne DS Techeetah Formula E Team       | António Félix da Costa DS Techeetah Formula E Team | [ 10 ] |
| 2020 5. závod | Letiště Tempelhof     | Oliver Rowland Nissan e.dams                            | Robin Frijns Envision Virgin Racing                | René Rast Audi Sport ABT Schaeffler               | Oliver Rowland Nissan e.dams                       | Lucas di Grassi Audi Sport ABT Schaeffler          | [ 11 ] |
| 2020 6. závod | Letiště Tempelhof     | Stoffel Vandoorne Mercedes-Benz EQ Formula E Team       | Nyck de Vries Mercedes-Benz EQ Formula E Team      | Sébastien Buemi Nissan e.dams                     | Stoffel Vandoorne Mercedes-Benz EQ Formula E Team  | Nico Müller GEOX Dragon                            | [ 12 ] |
| 2021 1. závod | Letiště Tempelhof     | Lucas di Grassi Audi Sport ABT Schaeffler               | Edoardo Mortara Venturi Formula E Team             | Mitch Evans Panasonic Jaguar Racing               | Jean-Éric Vergne DS Techeetah Formula E Team       | René Rast Audi Sport ABT Schaeffler                | [ 13 ] |
| 2021 2. závod | Letiště Tempelhof     | Norman Nato Venturi Formula E Team                      | Oliver Rowland Nissan e.dams                       | Stoffel Vandoorne Mercedes-Benz EQ Formula E Team | Stoffel Vandoorne Mercedes-Benz EQ Formula E Team  | Lucas di Grassi Audi Sport ABT Schaeffler          | [ 14 ] |
| 2022 1. závod | Letiště Tempelhof     | Edoardo Mortara Venturi Formula E Team                  | Jean-Éric Vergne DS Techeetah Formula E Team       | Stoffel Vandoorne Mercedes-Benz EQ Formula E Team | Edoardo Mortara Venturi Formula E Team             | Lucas di Grassi Venturi Formula E Team             | [ 15 ] |
| 2022 2. závod | Letiště Tempelhof     | Nyck de Vries Mercedes-Benz EQ Formula E Team           | Edoardo Mortara Venturi Formula E Team             | Stoffel Vandoorne Mercedes-Benz EQ Formula E Team | Edoardo Mortara Venturi Formula E Team             | Edoardo Mortara Venturi Formula E Team             | [ 16 ] |
| 2023 1. závod | Letiště Tempelhof     | Mitch Evans Jaguar TCS Racing                           | Sam Bird Jaguar TCS Racing                         | Maximilian Günther Maserati MSG Racing            | Sébastien Buemi Envision Racing                    | Jake Dennis Avalanche Andretti Formula E Team      | [ 17 ] |
| 2023 2. závod | Letiště Tempelhof     | Nick Cassidy Envision Racing                            | Jake Dennis Avalanche Andretti Formula E Team      | Jean-Éric Vergne DS Penske                        | Robin Frijns ABT CUPRA Formula E Team              | Sébastien Buemi Envision Racing                    | [ 18 ] |
| 2024 1. závod | Letiště Tempelhof     | Nick Cassidy Jaguar TCS Racing                          | Jean-Éric Vergne DS Penske                         | Oliver Rowland Nissan Formula E Team              | Edoardo Mortara Mahindra Racing Formula E Team     | Norman Nato Andretti Formula E Team                | [ 19 ] |
| 2024 2. závod | Letiště Tempelhof     | António Félix da Costa TAG Heuer Porsche Formula E Team | Nick Cassidy Jaguar TCS Racing                     | Oliver Rowland Nissan Formula E Team              | Jake Dennis Andretti Formula E Team                | Norman Nato Andretti Formula E Team                | [ 20 ] |

1. ↑  Jeden bod za nejrychlejší kolo získal Nick Cassidy, protože se Norman Nato neumístil mezi prvními 10 jezdci v cíli.
2. ↑  Jeden bod za nejrychlejší kolo získal Nick Cassidy, protože se Norman Nato neumístil mezi prvními 10 jezdci v cíli.

### Opakovaná vítězství (jezdci)
| Vítězství | Jezdec                 | Vyhrané závody                                 |
| --------- | ---------------------- | ---------------------------------------------- |
| 3         | António Félix da Costa | 2020 (závod 1), 2020 (závod 2), 2024 (závod 2) |
| 2         | Sébastien Buemi        | 2016, 2017 (závod 2)                           |
| 2         | Lucas di Grassi        | 2019, 2021 (závod 1)                           |
| Zdroj:    |                        |                                                |

## Galerie

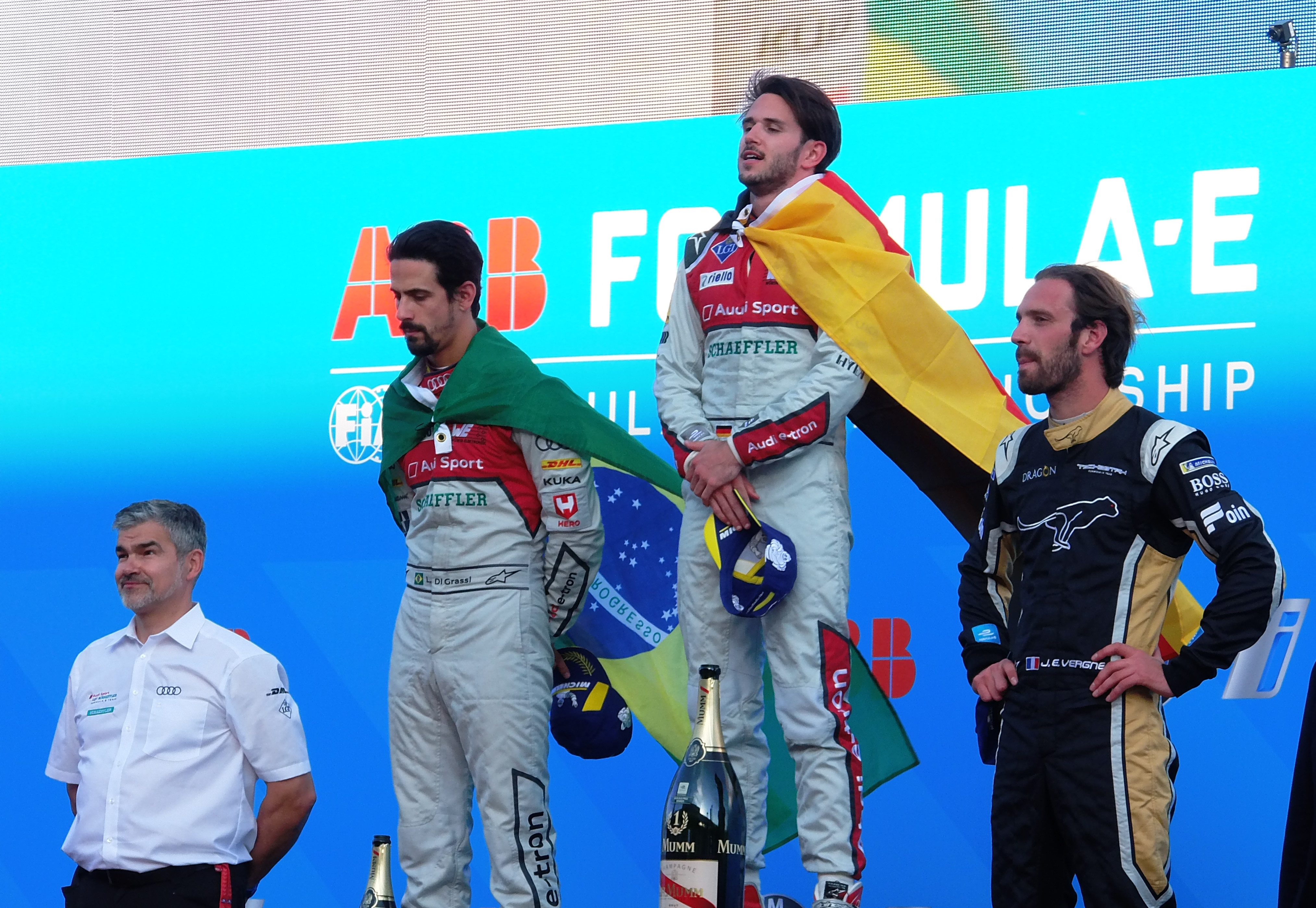
Stupně vítězů ePrix Berlína 2018 Lucas di Grassi, Daniel Abt, Jean-Éric Vergne
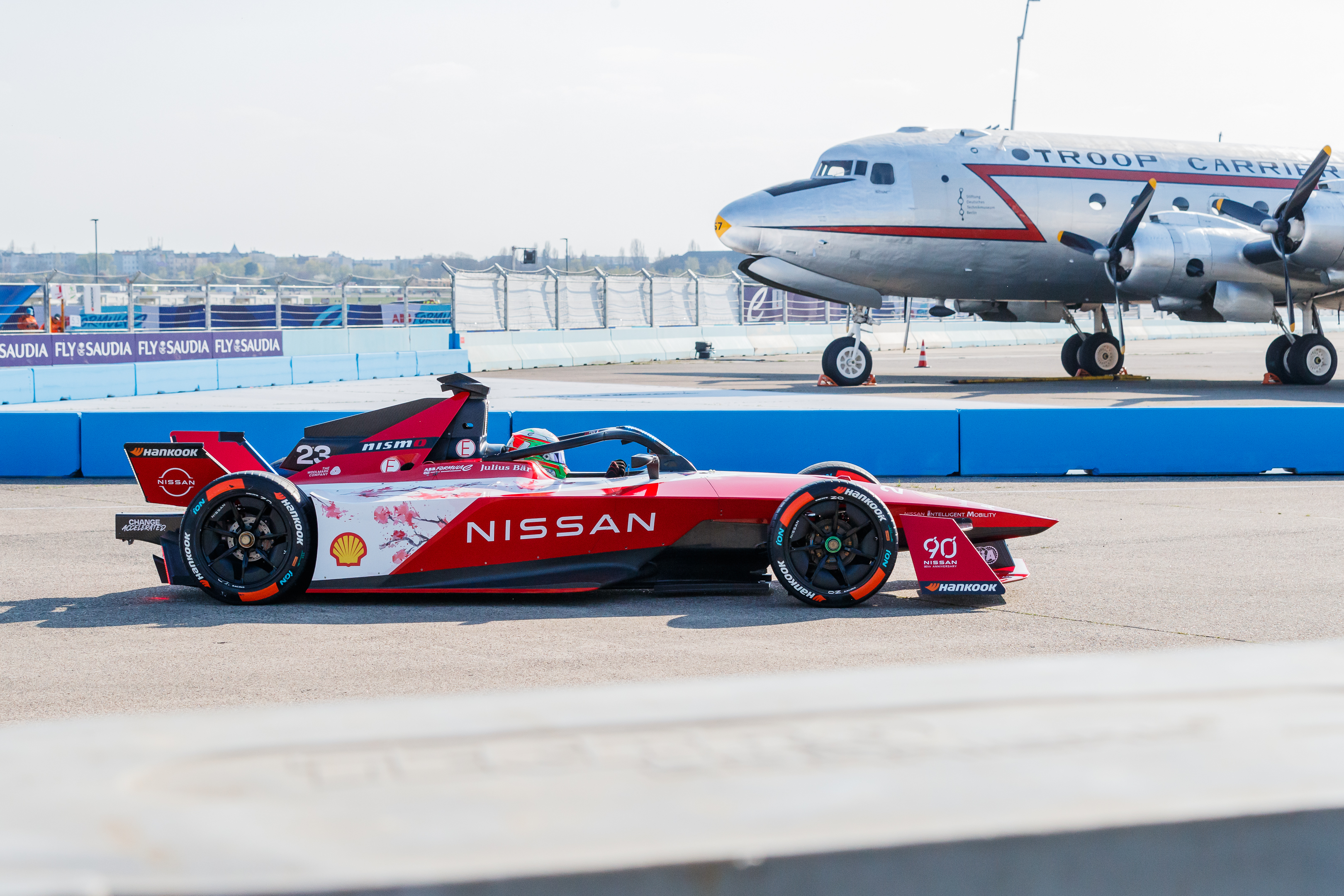
Sacha Fenestraz (Nissan Formula E Team), duben 2023
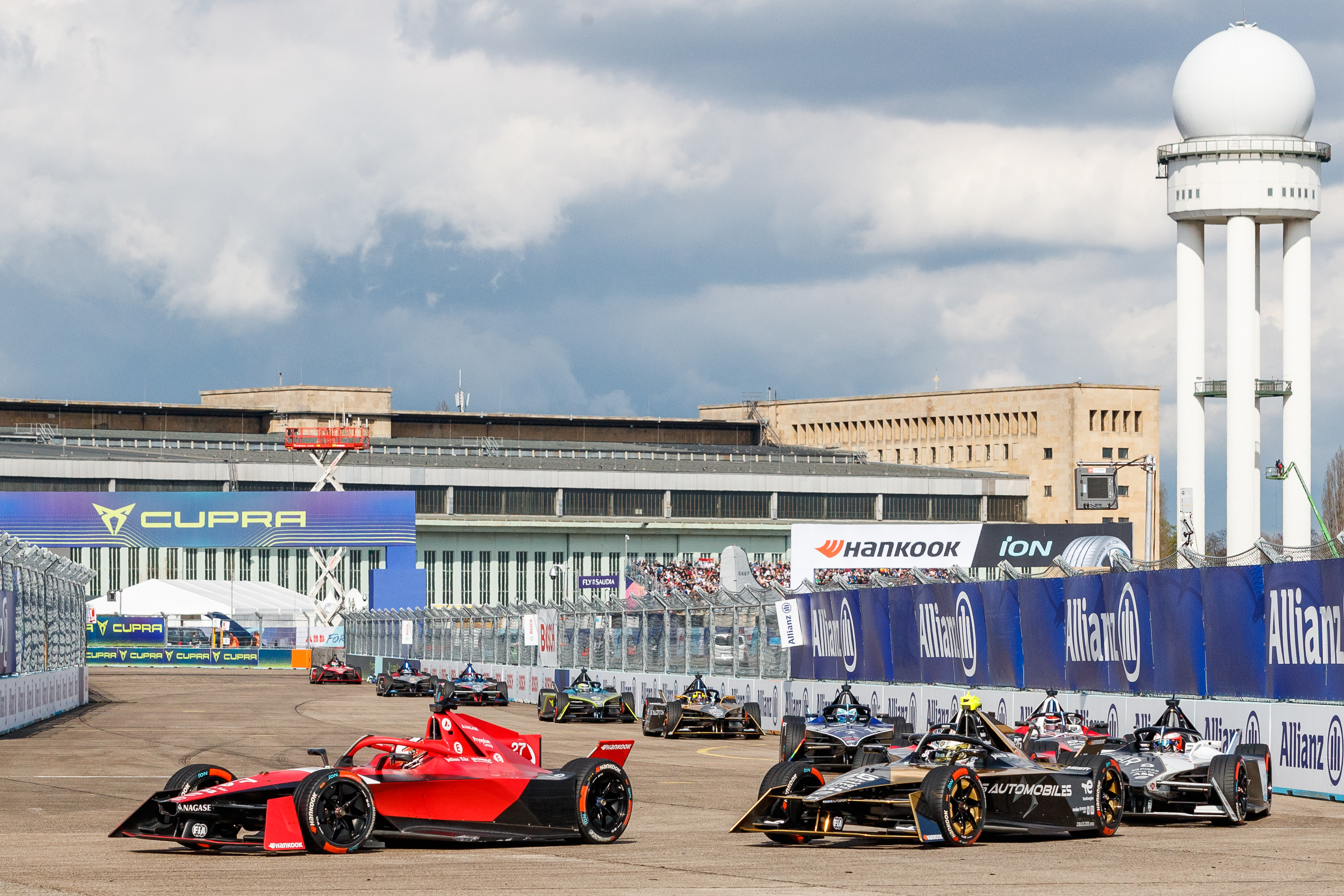
Monoposty v dubnovém závodu 2023